# Pizzo d'Irlanda

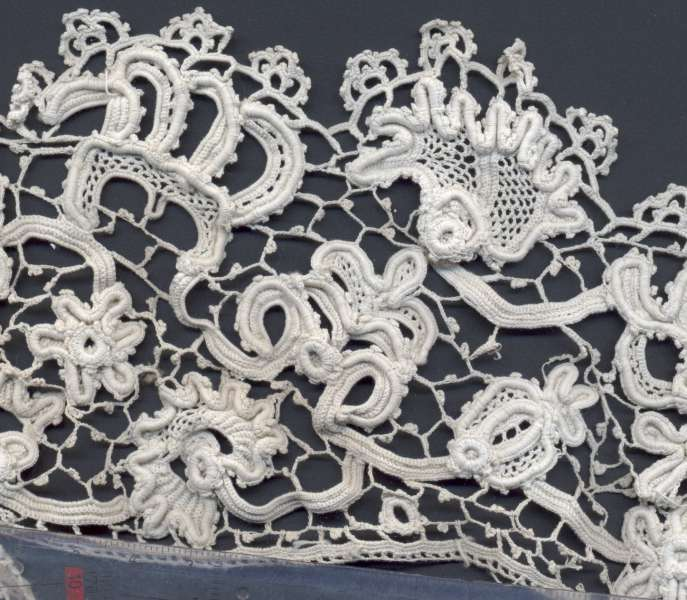
Ricamo a crochet irlandese.

Sotto il termine Pizzo d'Irlanda si raccolgono tutte le categorie di pizzo prodotto in Irlanda. I più conosciuti pizzi irlandesi sono del tipo ad uncinetto e ad ago, tra i quali figurano il Pizzo di Carrickmacross, il Pizzo di Limerick, il Pizzo irlandese all'uncinetto e il Pizzo di Curragh.
In origine i pizzi irlandesi venivano eseguiti mediante intaglio o ricamo sfilato.

## Pizzo di Carrickmacross
Questa varietà di pizzo viene prodotta dal 1820 circa nei pressi di Carrickmacross, nella contea di Monaghan, nell'Ulster. Se ne trovano di due varietà: l'appliqué, nel quale un motivo ritagliato da del batista viene cucito su una superficie di tulle; il merletto di Carrickmacross, più simile ad un ricamo in cui parte della stoffa viene rimossa, creando un motivo unito da striscioline.

## Pizzo di Limerick
Prodotto in origine esclusivamente a Limerick, nello stabilimento fondato da Charles Walker nel 1820. La sua diffusione è dovuta all'emigrazione di molte donne abili nella produzione di questo pizzo negli Stati Uniti d'America nel corso degli anni '60 del XIX secolo. 
Si distinguono due varietà di Pizzo di Limerick: il primo risulta dal ricamo su tulle, effettuato a punto rammendo o a punto catenella ed è generalmente più delicato e leggero del secondo, eseguito al telaio, perché lavorato ad ago invece che ad uncinetto. Questa varietà diventò di moda dopo che l'introduzione di apparecchiature meccaniche per la produzione di tulle rese il lavoro possibile. Proprio perché tali apparecchiature vennero realizzate a Nottingham, a volte questo pizzo può apparire sotto il sinonimo di pizzo di Nottingham.

## Pizzo irlandese all'uncinetto
Fatto a mano, si dice sia derivato da un elaborato pizzo italiano ricamato ad ago del XVII secolo. Dal XIX secolo in poi l'Irlanda, in cui venne introdotto attorno al 1820, fu il principale produttore di questo pizzo, la maggior parte del quale veniva realizzata nei conventi a sud del paese. La popolarità arrivò però solo nella prima metà del XX secolo, quando cominciò ad essere prodotto anche in altri paesi.
Il pizzo è caratterizzato dal punto uncinetto condotto su una base a maglie quadrate con o senza piccoli nodini; il disegno a rose o foglie ricorda i motivi dei pizzi di Spagna e di Venezia.

## Pizzo di Curragh
Il nome viene dalla cittadina di Curragh, nella contea di Kildare nell'Irlanda dell'est, dove nel XIX secolo, venne fondata una scuola di ricamo in cui veniva insegnata l'arte dell'uncinetto e della produzione di pizzi e merletti a giovani donne.
Lavorato ad ago, presenta un motivo a fiorami uniti da striscioline, che viene cucito su tulle prodotto a macchina; a volte il tulle dietro ai ricami viene ritagliato.